# آسمانی شوردوست
آسمانی شوردوست (نام علمی:  Anabasis salsa) نام یک گونه از سرده آسمانی است. جنس یا سردهٔ آسمانی در ایران ۸ گونه گیاه علفی یک ساله و چند ساله دارد. آسمانی شوردوست یکی از ۸ گونهٔ موجود در ایران است.